# Thomas Selle
Thomas Selle   (Zörbig, 23 de març de 1599 (Julià) - Hamburg, 2 de juliol de 1663 (Julià)) va ser un compositor alemany Barroc del segle xvii.
Selle va néixer a Zörbig però va rebre la seva primera instrucció el 1622 a Leipzig, on fou deixeble de Johann Hermann Schein. Va ser quan va trobar les obres de "Thomaskantor" Sethus Calvisius. Selle fou cantor a Heide (Holstein) el 1624 i el 1625 a Wesselburen. Des del 1634 fou cantor a Itzehoe i des del 1641 director musical al "Johanneum" de les quatre principals esglésies d'Hamburg (1637); de 1642, així com de cantor menor a Santa Maria (catedral d'Hamburg). Mentre es trobava a Hamburg, va estrenar la seva Passion nach dem Evangelisten Johannes, que va obtenir crítiques favorables. Va morir a Hamburg després de complir 22 anys en la seva posició de director musical.
Les aportacions de Selle a la tradició de la Passió alemanya inclouen l'ús de la intermedia, que són motets poli-corals que s'intercalen dins la història de la Passió per resumir i comentar la narració. Aquests van ser els primers textos que no es van evangelitzar inclosos dins de la tradició de la Passió. El propi Selle va permetre l'eliminació d'aquests intermedis per allotjar en esglésies més conservadores.
Se li deuen: 
- Concertatio Castalidum, concerts sacres a tres veus (1624);
- Deliciae pastorum Arcadiae, cors profans a tres veus;
- Hagiodelmelydria, (1631);
- Monophonia harmònica latina, a 2 i 3 veus (1633);
- Concentus 2 voc. ad bassum continuum (1634);
- Decas prima amorum musicalium, a 3 veus (1635);
- Concentuum trivocalium germanico-sacrorum pentas (1635);
- Concentuum latino-sacrorum, 2 4 et 5 vocibus ad bassum continuum (1646), així com diverses melodies per a la Sabbatische Seelenlust, de Johann von Rist (1651/58). A més deixà inèdits concerts, madrigals i motets, de 3 a 16 veus.[2]